# Jean-Kévin Duverne
Jean-Kévin Duverne (* 12. Juli 1997 in Paris) ist ein französisch-haitianischer Fußballspieler, der auch in der Nationalmannschaft eingesetzt wird.

## Karriere
Duverne begann seine fußballerische Karriere beim AF Epinay, für den er von 2008 bis 2010 aktiv war. In jenem Jahr wechselte er in die Jugendakademie des RC Lens. In den Saisons 2014/15 und 2015/16 spielte er oft bei der zweiten Mannschaft in der National 2. Am 5. August 2016 (2. Spieltag) debütierte er für die Profis, als er beim 2:2 gegen den FC Tours in der 31. Minute für den verletzten Mathias Autret eingewechselt wurde. Ab diesem Spiel spielte er alle 36 restlichen Partien in der Startelf und über die volle Spielzeit. Auch in der Folgesaison war er Stammspieler im Team des Racing Clubs und spielte in 36 Ligaspielen und kam außerdem mit Lens bis ins Viertelfinale der Coupe de France. In der Folgesaison fiel er aufgrund einer Knieverletzung lange aus und spielte nur 14 Mal in der Liga. Am Ende der Saison stand man in den Playoffs zur Ligue 1, kam auch ins finale Relegationsspiel, wo Duverne sein erstes Tor im Rückspiel schoss, sein Team jedoch an Dijon scheiterte.
Im Sommer 2019 wechselte er in die Ligue 1 zum neu aufgestiegenen Stade Brest. Sein Ligue-1-Debüt gab er am 19. Oktober 2019 (10. Spieltag), als er gegen den SCO Angers in der 83. Minute für Cristian Battocchio ins Spiel kam. Nach anfänglichen Schwierigkeiten, spielte er nur 14 Ligaspiele für Brest. Zu Folgesaison wurde er zum Kapitän der Mannschaft befördert und spielte seitdem fast immer. Außerdem schoss er am 21. November 2020 (11. Spieltag) gegen die AS Saint-Étienne sein erstes Tor zur 2:0-Führung (Endstand: 4:1).
Im Sommer 2023 wechselte er ligaintern zum FC Nantes. In der ersten Saisonhälfte war er dort Stammspieler, verlor jedoch in der Rückrunde seinen Platz in der Startelf. In der Saison 2024/25 begann er wieder als Stammkraft, wurde jedoch zwischenzeitlich durch eine kleinere Verletzung ausgebremst. Im Januar 2025 wurde er für ein halbes Jahr an den belgischen Erstligisten KV Kortrijk verliehen. Mit Kortrijk stieg er am Ende der Saison in die zweite Liga ab.

## Karriereübersicht
| Verein          | Saison          | Liga   | Liga | Nat. Pokal | Nat. Pokal | Europapokal | Europapokal | Andere | Andere | Gesamt | Gesamt |
| Verein          | Saison          | Spiele | Tore | Spiele     | Tore       | Spiele      | Tore        | Spiele | Tore   | Spiele | Tore   |
| --------------- | --------------- | ------ | ---- | ---------- | ---------- | ----------- | ----------- | ------ | ------ | ------ | ------ |
| RC Lens         | 2016/17         | 37     | 0    | 3          | 0          | —           | —           | —      | —      | 40     | 0      |
| RC Lens         | 2017/18         | 36     | 0    | 7          | 0          | —           | —           | —      | —      | 43     | 0      |
| RC Lens         | 2018/19         | 14     | 0    | 0          | 0          | —           | —           | 4      | 1      | 18     | 1      |
| Gesamt          | Gesamt          | 87     | 0    | 10         | 0          | —           | —           | 4      | 1      | 101    | 1      |
| Stade Brest     | 2019/20         | 14     | 0    | 2          | 0          | —           | —           | —      | —      | 16     | 0      |
| Stade Brest     | 2020/21         | 27     | 1    | 2          | 0          | —           | —           | —      | —      | 29     | 1      |
| Stade Brest     | 2021/22         | 37     | 1    | 3          | 0          | —           | —           | —      | —      | 40     | 1      |
| Stade Brest     | 2022/23         | 34     | 0    | 2          | 0          | —           | —           | —      | —      | 36     | 0      |
| Gesamt          | Gesamt          | 112    | 2    | 9          | 0          | —           | —           | —      | —      | 121    | 2      |
| FC Nantes       | 2023/24         | 19     | 0    | 1          | 0          | —           | —           | —      | —      | 20     | 0      |
| FC Nantes       | 2024/25         | 9      | 0    | 1          | 0          | —           | —           | —      | —      | 10     | 0      |
| Gesamt          | Gesamt          | 28     | 0    | 2          | 0          | —           | —           | —      | —      | 30     | 0      |
| KV Kortrijk     | 2024/25         | 13     | 4    | —          | —          | —           | —           | —      | —      | 13     | 4      |
| Gesamt          | Gesamt          | 13     | 4    | —          | —          | —           | —           | —      | —      | 13     | 4      |
| Karriere Gesamt | Karriere Gesamt | 240    | 6    | 21         | 0          | —           | —           | 4      | 1      | 265    | 7      |